# Ноллис, Фрэнсис, 1-й виконт Ноллис
Фрэнсис Ноллис, 1-й виконт Ноллис (англ. Francis Knollys, 1st Viscount Knollys; 16 июля 1837 — 15 августа 1924) — британский придворный, личный секретарь государя в 1901—1913 годах.

## Происхождение и образование
Родился 16 июля 1837 года. Второй сын достопочтенного генерала сэра Уильяма Томаса Нолсила (1797—1883) и Элизабет Сент-Обин (? — 1878), дочери сэра Джона Сент-Обина, 5-го баронета. Он получил образование в Гернси. Он поступил в Королевский военный колледж в Сандхерсте в 1851 году и был зачислен в 23-й пехотный полк в качестве энсина в 1854 году.

## Карьера
В 1855 году Фрэнсис Ноллис был принят в Департамент комиссара по аудиту в качестве младшего инспектора. С 1862 года — секретарь казначея принца Уэльского. В 1870 году он был назначен личным секретарем принца Уэльского. Он занимал эту должность до тех пор, пока принц Эдвард не стал королем в 1901 году. Он также был грумом в ожидании принца Уэльского в 1886—1901 годах.
С 1901 по 1913 год — личный секретарь короля Великобритании Эдуарда VII. Таким образом, он исполнял обязанности личного секретаря Эдуарда в общей сложности сорок лет, с 1870 по 1910 год. Он был известен своей преданностью и осмотрительностью в этой роли. Он также был джентльменом-приставом королевы Виктории в 1868—1901 годах и лордом в ожидании королевы Марии в 1910—1924 годах.

## Личная жизнь
11 апреля 1887 года Фрэнсис Ноллис женился на достопочтенной Ардин Мэри Тирвитт (2 сентября 1860 — 26 декабря 1922), дочери сэра Генри Томаса Тирвитта, 3-го баронета, и Гарриет Тирвитт, 12-й баронессы Бернерс. У супругов было двое детей:
- Достопочтенная Александра Лувима Элизабет Ноллис (? — 30 мая 1958), 1-й муж с 1911 года — капитан Аллан Кейт Маккензи, от брака с которым у неё был один сын; 2-й муж с 1922 года — Ричард Генри Спенсер Чекли.
- Эдвард Джордж Уильям Тирвитт Ноллис, 2-й виконт Ноллис (16 января 1895 − 3 декабря 1966).

Лорд Ноллис скончался в августе 1924 года в возрасте 87 лет и был похоронен на кладбище Хайгейт. Его титулы унаследовал его единственный сын Эдвард.

## Награды и почести
- Кавалер Ордена Бани (1876)
- Рыцарь-командор Ордена Бани (1897)
- Кавалер Большого креста Ордена Бани (1908)
- Кавалер Большого креста Королевского Викторианского ордена (1901)[3]
- Рыцарь-командор Ордена Святых Михаила и Георгия (1886)
- Кавалер Ордена Имперской службы (1903)
- Барон Ноллис из Кавершема в графстве Оксфордшир (15 июля 1902)[4]
- Член Палаты лордов Великобритании (с 7 августа 1902)[5]
- Член Тайного совета Великобритании (1910)
- Виконт Ноллис из Кавершема в графстве Оксфордшир (4 июля 1911).